# Gianfranco Chessa (allenatore di atletica leggera)
Gianfranco Chessa (Sassari, 19 febbraio 1947 – Pordenone, 29 luglio 2017) è stato un allenatore di atletica leggera e dirigente sportivo italiano, vicepresidente del comitato regionale friulano della Federazione Italiana di Atletica Leggera. Era allenatore specialista del salto in alto e, tra gli atleti che aveva seguito nella sua lunga carriera sulle piste di atletica, compaiono Alessia Trost e Desirée Rossit, entrambe finaliste alle Olimpiadi di Rio de Janeiro.
Oltre all'attività di allenatore, era insegnante di educazione fisica e negli ultimi anni della sua carriera scolastica aveva ricoperto la carica di coordinatore per l'educazione fisica e sportiva in provincia di Pordenone.
Era sposato con la ex velocista Gabriella Conedera, dalla quale ebbe due figlie, Giulia, già azzurrina nella specialità dei 400 metri piani, e Laura.